# Кастане (Аверон)
Кастане (фр. Castanet) насеље је и општина у јужној Француској у региону Миди Пирене, у департману Аверон која припада префектури Родез.
По подацима из 2011. године у општини је живело 535 становника, а густина насељености је износила 17,59 становника/km². Општина се простире на површини од 30,42 km². Налази се на средњој надморској висини од 680 метара (максималној 744 m, а минималној 436 m).

## Демографија
| 1962. | 1968. | 1975. | 1982. | 1990. | 1999. | 2011. |
| ----- | ----- | ----- | ----- | ----- | ----- | ----- |
| 682   | 802   | 734   | 656   | 591   | 524   | 535   |

График промене броја становника у току последњих година